# Eupithecia jermyi
Eupithecia jermyi là một loài bướm đêm trong họ Geometridae.